# Aderus malleifer
Aderus malleifer is een keversoort uit de familie schijnsnoerhalskevers (Aderidae). De wetenschappelijke naam van de soort werd in 1914 gepubliceerd door George Charles Champion.